# ОШ „Бановић Страхиња” Бањска
Основна школа „Бановић Страхиња”, налази се у месту Бањска, општина Звечан на Космету. Школа је основана 1913. годинe, а од 1994. године носи садашње име.

## Историја
Основна школа „Бановић Страхиња” налази се у Бањској у општини Звечан и има дугу и богату традицију. Основана је 1913. године као четворогодишња школа решењем Министарства просвете Краљевине Србије.
У осмогодишњу школу прерасла је 1959. године, одлуком тадашње Скупштине општине Бањска, а названа је Основна школа „Светозар Марковић”. Године 1994. Решењем Скупштине општине Звечан, променила је назив у „Бановић Страхиња”, како се и данас зове. Од школске 1950/51. у имала је издвојено одељење у Рудинама до четвртог разреда. Школске 2004/05. године у први разред није уписан ниједан ученик и тада издвојено престаје са радом. Школа је остала само као матична школа са седиштем у Бањској бб, у згради која је у функцији од 1976. године. Јубилеј 100 година постојања, школа је обележила 2013. године.